# Patty Duke
Pour les articles homonymes, voir Duke.
Anna Marie Duke, dite Patty Duke, née le 14 décembre 1946 à Elmhurst (État de New York) et morte le 29 mars 2016 à Coeur d'Alene (Idaho), est une actrice américaine.

## Biographie

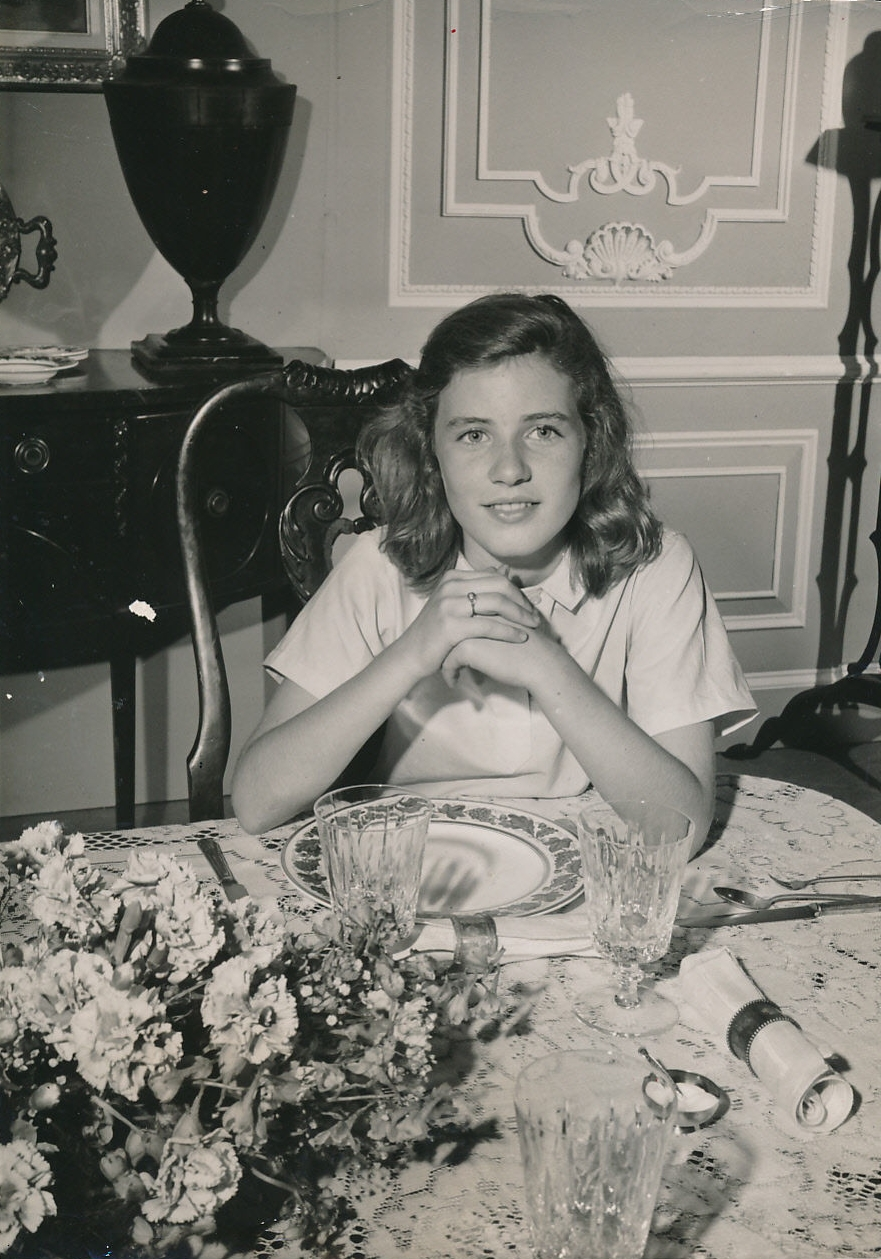
Patty Duke en 1962.

Anna Maria Duke est née le 14 décembre 1946 à Elmhurst, dans l'arrondissement du Queens à New York. Après une enfance malheureuse avec un père alcoolique et une mère dépressive, elle fut confiée à l'âge de huit ans à des managers, John et Ethel Ross, qui firent d'elle une enfant actrice. Ce sont eux qui lui changèrent son prénom, ils choisirent Patty car à l'époque, une jeune actrice, Patty McCormack, avait beaucoup de succès. Les Ross avaient des méthodes peu orthodoxes : ils mentaient sur son âge, l'ont fait tricher à un jeu télévisé : The $64,000 Question à l'âge de douze ans.
Après quelques spots publicitaires et de petits rôles, Patty Duke obtient son premier grand rôle à Broadway en 1959 dans Miracle en Alabama dans le rôle d'Helen Keller, avec Anne Bancroft. Cette pièce est portée à l'écran en 1962 et elle obtient grâce à ce film sa première récompense à l'âge de 16 ans : l'Oscar de la meilleure actrice dans un second rôle (en 1979, lorsque le film est adapté à la télévision, Patty Duke reprend le rôle d'Anne Bancroft, le rôle d'Helen Keller étant joué par Melissa Gilbert.)
En 1963, elle lance sa propre série, The Patty Duke Show (en) où elle joue les deux personnages principaux : Patty Lane et sa cousine Cathy Lane. Le show dure trois saisons et lui vaut une nomination aux Emmy Awards.
Malgré le succès de sa carrière, elle est malheureuse durant son adolescence, prisonnière de ses managers, ayant très peu de pouvoirs sur sa vie privée et de droits sur ses gains. Elle glisse vers l'alcool et les médicaments dès l'âge de 13 ans. Patty Duke a même écrit dans ses mémoires avoir été abusée sexuellement par les Ross.
Elle ne se débarrasse d'eux qu'à l'âge de 18 ans, pour découvrir qu'ils l'avaient spoliée de la majorité de ses gains...
À 18 ans, elle se marie avec Harry Falk, âgé de 31 ans, mais le mariage ne résiste pas à l'alcoolisme, la drogue, l'anorexie et les tentatives de suicide de Patty. Pendant ce mariage, elle tourne La Vallée des poupées, qui attire beaucoup de mauvaises critiques, et souleve de nombreuses interrogations sur sa capacité d'actrice à l'âge adulte.
Elle chante dans les années 1960 et est no 8 en 1965 avec la chanson Don't just stand there.
Elle fait son retour dans les années 1970 avec le téléfilm My Sweet Charlie, pour lequel elle gagne son premier Emmy Award. Elle est d'ailleurs la première actrice récompensée par un Emmy pour un film télévisé. Depuis, elle joue principalement pour la télévision.
Elle est présidente du Screen Actors Guild entre 1985 et 1988.

Elle est l'auteur de deux ouvrages :
- Call Me Anna
- Brilliant Madness: Living with Manic Depressive Illness.

### Vie privée
Elle a été mariée quatre fois : 
- de 1965 à 1969 avec le metteur en scène Harry Falk,
- du 26 juin au 9 juillet 1970 avec Michael Tell,
- de 1972 à 1985 avec l'acteur John Astin,
- à partir de 1986 avec Michael Pearce.

Elle a un fils de son 2e mariage : l'acteur Sean Astin (1971) qui a été adopté à l'âge de trois ans par son 3e mari, de qui elle aura également Mackenzie Astin (1973). Elle adopte un autre fils en 1988, Kevin.
À partir de 1982, où elle a fait une grave réaction à la cortisone, elle apprend qu'elle présente des troubles bipolaires et milite pour de nombreuses causes concernant la santé mentale.
En décembre 2007, elle est récompensée de ce travail de sensibilisation par un doctorat honoraire de l'université du Nord de la Floride.
Elle meurt d'une septicémie, à la suite d'une perforation intestinale.

## Filmographie sélective
- 1958 : Kitty Foyle (en) (série TV) : Molly Scharf, demoiselle
- 1958 : Swiss Family Robinson (TV) : Lynda
- 1958 : Country Music Holiday : Sis Brand
- 1958 : The Goddess : Emily Ann Faulkner, à huit ans
- 1959 : Meet Me in St. Louis (TV) : Tootie
- 1959 : Once Upon a Christmas Tree (TV) : Lori
- 1959 : Le Monstre aux abois (4D Man) : Marjorie Sutherland
- 1959 : Joyeux anniversaire (Happy Anniversary) : Debbie Walters
- 1961 : The Power and the Glory (TV) : Coral
- 1962 : Miracle en Alabama (The Miracle Worker) : Helen Keller
- 1963 : Best of Patty Duke (TV) : Patty & Cathy Lane
- 1965 : Billie (en) de  Don Weis : Billie Carol
- 1966 : The Daydreamer de Jules Bass : Thumbelina (voix)
- 1966 : Le Virginien (TV):  saison 05 épisode 16: (Suzanne (Sue Ann) ) : Suzanne Mac Ray
- 1967 : La Vallée des poupées (Valley of the Dolls) : Neely O'Hara
- 1969 : Journey to the Unknown (TV) : Barbara King (épisode The Last Visitor)
- 1969 : Me, Natalie : Natalie Miller
- 1970 : My Sweet Charlie (TV) : Marlene Chambers
- 1971 : Birdbath (TV) : Velma Sparrow
- 1971 : Two on a Bench (TV) : Macy Kramer
- 1971 : If Tomorrow Comes (TV) : Eileen Phillips
- 1972 : L'Attente (She Waits) (TV) : Laura Wilson
- 1972 : Deadly Harvest (TV) : Jenny
- 1972 : You'll Like My Mother : Francesca Kinsolving
- 1973 : Ghost Story (TV) : Linda Colby
- 1974 : Nightmare (TV) : Jan Richards
- 1976 : Captains and the Kings (feuilleton TV) : Bernadette Hennessey Armagh
- 1976 : Qu'est-il arrivé au bébé de Rosemary ? (Look What's Happened to Rosemary's Baby) (TV) : Rosemary Woodhouse
- 1977 : Horizons en flammes (Fire!) (TV) : Dr Peggy Wilson
- 1977 : Rosetti and Ryan: Men Who Love Women (TV) : Sylvia Crawford
- 1977 : La Malédiction de la veuve noire (Curse of the Black Widow) (TV) : Laura Lockwood / Valerie Steffan
- 1977 : Navire en détresse (Killer on Board) (TV) : Norma Walsh
- 1977 : The Storyteller (TV) : Sue Davidoff
- 1978 : Having Babies III (TV) : Leslee Wexler
- 1978 : A Family Upside Down (TV) : Wendy
- 1978 : L'Inévitable Catastrophe (The Swarm) : Rita
- 1979 : Women in White (TV) : Cathy Payson
- 1979 : Hanging by a Thread (TV) : Sue Grainger
- 1979 : Before and After (TV) : Carole Matthews
- 1979 : Miracle en Alabama (TV) : Anne Sullivan
- 1980 : The Women's Room (TV) : Lily
- 1980 : Mom, the Wolfman and Me (TV) : Deborah Bergman
- 1980 : The Babysitter (en) (TV) : Liz Benedict
- 1981 : The Girl on the Edge of Town (TV) : Martha
- 1981 : The Violation of Sarah McDavid (TV) : Sarah McDavid
- 1981 : Please Don't Hit Me, Mom (TV) : Barbara Reynolds
- 1982 : By Design : Helen
- 1982 : It Takes Two (série TV) : Molly Quinn (épisodes non répertoriés)
- 1982 : Something So Right (TV) : Jeanne Bosnick
- 1983 : September Gun (TV) : sœur Dulcina
- 1984 : Best Kept Secrets (TV) : Laura Dietz
- 1985 : Hail to the Chief : la présidente des États-Unis Julia Mansfield
- 1986 : Le Monde à l'envers (A Time to Triumph) (TV) : Concetta Hassan
- 1986 : George Washington II: The Forging of a Nation (en) (TV) : Martha Washington
- 1986 : Willy/Milly : Doris Niceman
- 1987 : Fight for Life (TV) : Shirley Abrams
- 1987 : Karen's Song (série TV) : Karen Matthews
- 1988 : Perry Mason: The Case of the Avenging Ace (TV) : Althea Sloan
- 1988 : Fatal Judgement (TV) : Anne Capute
- 1989 : The Hitch-Hikers
- 1989 : Amityville 4 (Amityville: The Evil Escapes) (TV) : Nancy Evans
- 1989 : 58 heures d'angoisse (Everybody's Baby: The Rescue of Jessica McClure) (TV) : Carolyn Henry
- 1990 : Always Remember I Love You (TV) : Ruth Monroe
- 1991 : Absolute Strangers (TV) : juge Ray
- 1992 : Last Wish (TV) : Betty Rollin
- 1992 : Le Cimetière oublié (TV) : Jean Williams
- 1992 : A Killer Among Friends (TV) : Jean Monroe
- 1992 : Le Baiser empoisonné (Prelude to a Kiss) : Mrs. Boyle
- 1993 : De parents inconnus (Family of Strangers) (TV) : Beth Thompson
- 1993 : No Child of Mine (TV) : Lucille Jenkins
- 1993 : En quête de justice (A Matter of Justice) (TV) : Mary Brown
- 1994 : Témoin en danger (One Woman's Courage) (TV) : Grace McKenna
- 1994 : Les Cris du cœur (en) (Cries from the Heart) (TV) : Terry
- 1995 : When the Vows Break (TV) : Barbara Parker
- 1996 : Disparue (Race Against Time: The Search for Sarah) (TV) : Natalie Porter
- 1996 : Harvest of Fire (TV) : Annie Beiler
- 1996 : Le Poids du passé (To Face Her Past) (TV) : Beth Bradfield
- 1997 : A Christmas Memory (TV) : Sook
- 1998 : Disparition suspectes (When He Didn't Come Home) (TV) : Faye Dolan
- 1999 : The Patty Duke Show: Still Rockin' in Brooklyn Heights (TV) : Patty Lane / Cathy Lane MacAllister
- 1999 : La Saison des miracles (A Season for Miracles) (TV) : Angel
- 1999 : Kimberly : Dr Feinstenberger
- 2000 : Blanc comme l'enfer (Miracle on the Mountain: The Kincaid Family Story) (TV) : Anne Kincaid
- 2000 : Un choix difficile (Love Lessons) (TV) : Sunny Andrews
- 2002 : L'Enfant du passé (Little John) (TV) : Sylvia
- 2003 : Wrong Turn : Esther
- 2004 : Innocence suspecte (Murder Without Conviction) (TV) : mère Joseph
- 2005 : Bigger Than the Sky : Mrs. Keene / Earlene
- 2006 : Mariage contrarié (TV) : Bridget Connolly
- 2011 : Hawaii 5-0 (TV) : Sylvia Spencer
- 2013 : Glee (TV) : Jan
- 2015 : Liv and Maddie

### Distinctions
- 1962 : Oscar de la meilleure actrice dans un second rôle pour Miracle en Alabama
- 1963 : Golden Globe pour Miracle en Alabama
- 1969 : Golden Globe pour Me, Natalie
- 1977 : Emmy Award pour Captains and the Kings